# Satyrium oliganthum
Satyrium oliganthum är en orkidéart som beskrevs av Rudolf Schlechter. Satyrium oliganthum ingår i släktet Satyrium och familjen orkidéer. Inga underarter finns listade i Catalogue of Life.